# Enrique Gensana
Enric Gensana Merola, noto come Enrique Gensana (Lleida, 3 giugno 1936 – 28 settembre 2005), è stato un calciatore spagnolo, di ruolo difensore.

## Carriera
Con il Barcellona vinse per 2 volte la Liga (1959, 1960), per 3 volte la Coppa del Re (1958, 1959, 1963) e per 2 volte la Coppa delle Fiere (1958, 1960)

## Palmarès

### Club

#### Competizioni nazionali
- Campionato spagnolo: 2

Barcellona: 1958-1959, 1959-1960
- Coppa di Spagna: 3

Barcellona: 1957, 1958-1959, 1962-1963

#### Competizioni internazionali
- Coppa delle Fiere: 2

Barcellona: 1955-1958, 1958-1960